# 管理ライン
座標: 北緯34度56分 東経76度46分 / 北緯34.933度 東経76.767度

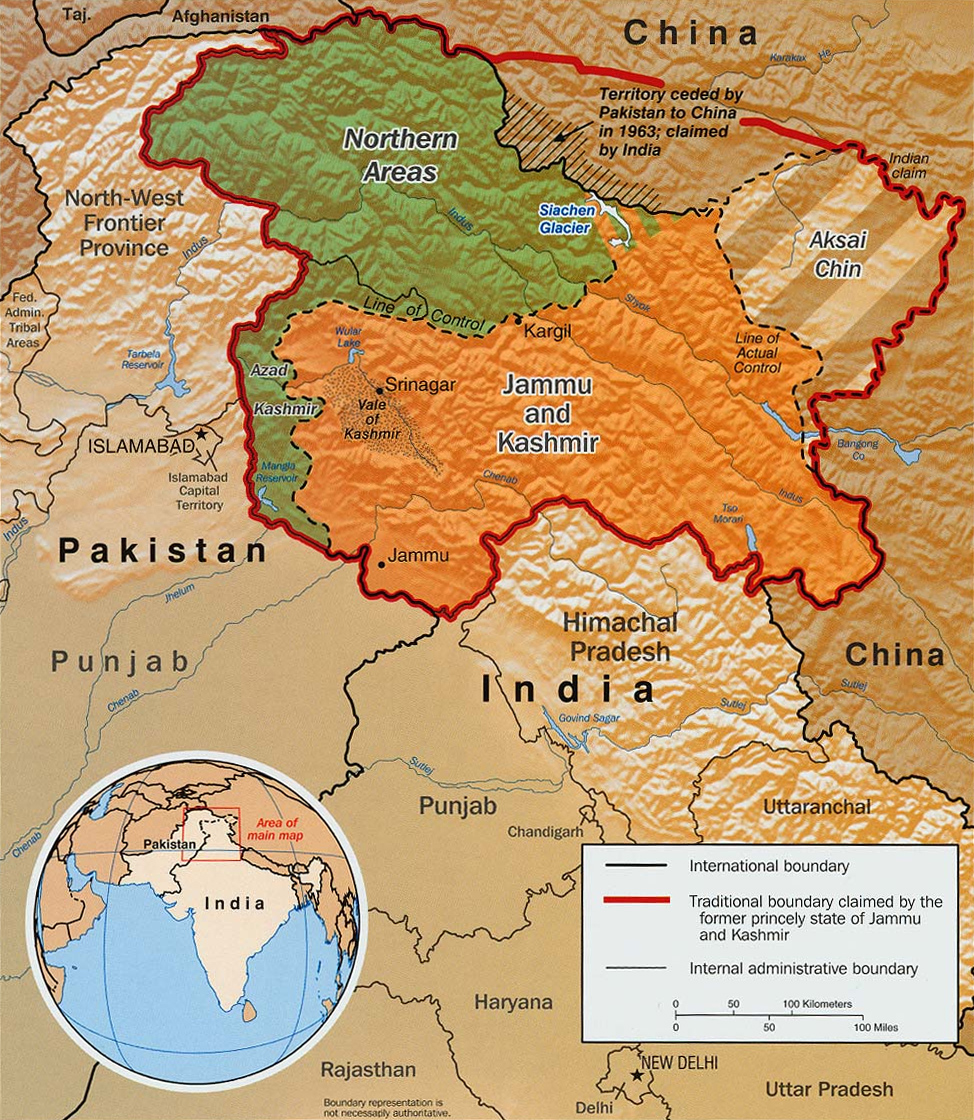
緑色で示されている領域は、パキスタンが管理している2つの領域である。北はギルギット・バルティスタン州、南はアザド・カシミールである。オレンジ色で示された地域はインドが支配するジャンムー・カシミール連邦直轄領およびラダック連邦直轄領（旧ジャンムー・カシミール州）である。その東の斜線でハッチングされた地域は、アクサイチンと呼ばれる中国の支配地域である。

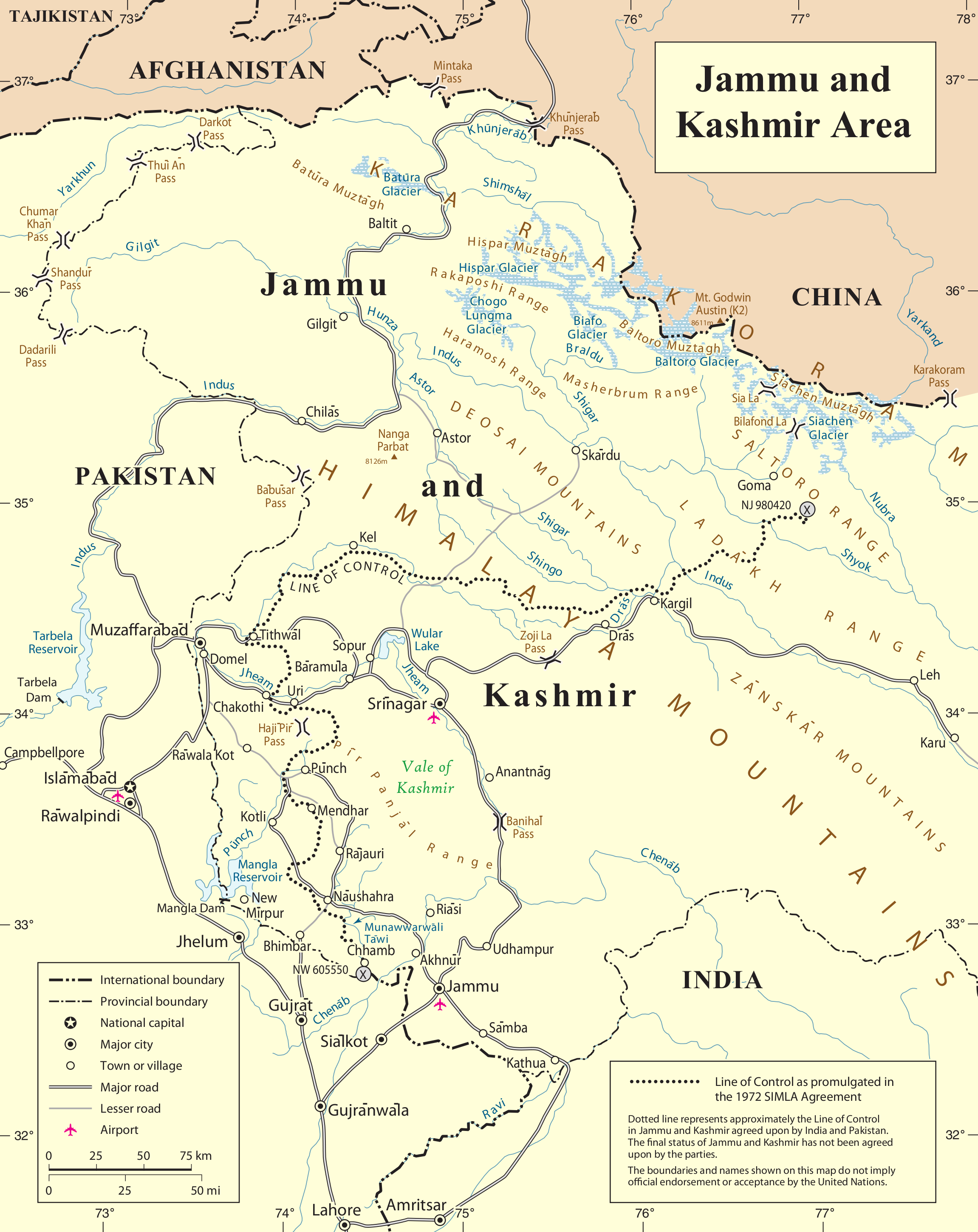
国際連合による管理ラインの地図。シアチェン氷河付近では管理ラインは定義されていない。

管理ライン（かんりライン、LoC: Line of Control）とは、かつてのジャンムー・カシュミール藩王国の領域における、インドとパキスタンとの支配地域を分ける軍事境界線である。法的な国境ではないが、印パ間の事実上の国境として機能している。
元々は停戦ライン（Cease-fire Line）と呼ばれていたが、1972年7月3日に署名されたシムラ協定によって「管理ライン」として再定義された。インドの支配地域はジャンムー・カシミール連邦直轄領およびラダック連邦直轄領（旧ジャンムー・カシミール州の一部）であり、パキスタンの支配地域はアザド・カシミールとギルギット・バルティスタン州に分かれている。管理ラインの最北端はNJ9842と呼ばれている。管理ラインの最南端からは、（法的に認められた）印パ国境が続いている。
管理ラインはカシミールを2つの部分に分割し、当時カシミール渓谷の唯一の出入口だったジェラム渓谷ルートを閉鎖した。 今日まで存在するこの領土区分は、多くの村を分断し、離散家族を生んだ。
印パ間の管理ラインの東方には、インドと中華人民共和国の支配地域を分ける別の停戦ラインがあり、実効支配線（LAC: Line of Actual Control）と呼ばれている。
元米国大統領ビル・クリントンは、特にインド亜大陸とカシミールの管理ラインを、世界で最も危険な場所の一つと呼んだ。

## 位置づけ

### パキスタン
パキスタンの政治家で民族主義者のチョウドリー・ラフマト・アリーによる1933年の冊子『パキスタン宣言』では、ジャンムー・カシュミール藩王国を、住民の大多数がムスリムであることから、新国家パキスタンを形成する「北部インドの5つの単位」の1つと想定していた。パキスタンは、インドの支配下にある部分を含め、カシミール全体を自国の領土であると主張している。インドは、この解釈について異なる視点を持っている。

### インド
ジャンムー・カシュミール藩王国の君主であるハリ・シングは 、1947年にインドへの帰属宣言に署名するというインド総督ルイス・マウントバッテンによる提案に同意した。インドは支援と引き換えに帰属を要求した。インドは、ジャンムー・カシュミール藩王国の領土全体が、この帰属によりインド領土になったと主張している。

## インドによる障壁の設置
インドは、延長740キロメートルの管理ラインに沿って、550キロメートルの障壁を建設した。障壁は、管理ラインからインドの支配地域側に約150ヤード（約140メートル）程度離れた場所に設置されている。インドは、障壁を設置した目的を、パキスタンを拠点とする分離主義過激派による武器の密輸と侵入を排除することであると発表した。障壁は高さ8–12 ft (2.4–3.7 m)の2列の柵と蛇腹形鉄条網で構成された電気柵で、モーションセンサー、熱感知装置、照明装置、警報装置が接続されている。障壁は、インド軍に警戒信号を発し、侵入しようとする者を待ち伏せするための「高速警戒信号」として機能する。障壁のない箇所には数千もの地雷が敷設されている。
障壁の建設は1990年代に開始されたが、インドとパキスタンの対立が激化した2000年代初頭には減速した。2003年11月の停戦協定後、建設が再開され、2004年後半に完了した。管理ラインの障壁は、2004年9月30日にカシミール渓谷とジャンムー地域で完成した。インドの軍事筋によると、障壁により、紛争地帯のインド側に日常的に侵入して兵士を攻撃する過激派の数が80%減少した。
パキスタンは、障壁は地域における二国間協定とそれに関連する国連決議の両方に違反しているとして、障壁の構築を批判している。欧州連合は、障壁を「テロリストの侵入を制御する技術的手段の改善」とするインドの立場を支持し、「管理ラインは1972年のシムラ協定に従って定義されている」とも指摘した。

## 通過点
管理ラインには、現在運用中の主要な通過点が3つある。北から南にチャコティ（サラマバード）、タトリノート（チャカンダバグ）、チリアナ（ティートワル）である。

### チャコティ/サラマバード
サラマバードの通過点は、管理ラインに接するジャンムー・カシミールのバラマラ県のチャコティとウリの間の道路にある。これは、印パ間の貿易や旅行における主要ルートである。インド側には銀行施設と貿易円滑化センターが計画されている。サラマバードとは「平和の橋」という意味で、ウリにこの名前の橋がある。この橋は、パキスタン側の山が崩壊した2005年のパキスタン地震の後、インド軍によって再建された。このルートは、61年間閉鎖されていたが、2008年に開放された。シュリーナガル＝ムザファラバードバスがこの地点を通過する。

### タトリノート/チャカンダバグ
管理ラインのパキスタン側のコトリとタトリノートから、 チャカンダバグの通過点を経由してジャンムー・カシミールのプーンチ県に接続する道路。これは、印パ間の貿易や旅行における主要ルートである。インド側では、貿易業者の利益のために銀行施設と貿易円滑化センターが計画されている。
インドとパキスタンの治安部隊間の会合はここで開催される。この会合は、両軍の司令官によって国境または管理ラインで開催される。小規模な問題については、准将レベルで会合が開催される。より大きな問題については、将官レベルで会合が行われる。

### チリアナ/ティートワル
ティートワルの通過点は、ムザファラバードとカップワーラを結び、ニーラム川を横断する。通常、夏季にのみ開かれ、他の2つの通過点とは異なり、貿易ではなく人々の移動のみに使用される。

### その他の通過点
他にピール・パンジャル山脈のハジピル峠とタタパニー近くにも通過点があるが、現在はこれらは使用されていない。